# Uderzenie (baseball)
Uderzenie (ang. hit) – w baseballu polega na wybiciu piłki przez pałkarza i zajęciu przez niego co najmniej pierwszej bazy. Niezaliczany do statystyk w przypadku popełnienia błędu lub po rozegraniu fielder's choice przez drużynę broniącą. Wyróżnia się cztery rodzaje uderzeń:
1. single – w przypadku zajęcia, po uderzeniu piłki przez pałkarza pierwszej bazy
2. double – w przypadku zajęcia, po uderzeniu piłki przez pałkarza drugiej bazy
3. triple – w przypadku zajęcia, po uderzeniu piłki przez pałkarza trzeciej bazy
4. home run

Liderem w klasyfikacji uderzeń w Major League Baseball, biorąc pod uwagę całą karierę, jest Pete Rose (4256)

## Extra base hit
Extra base hit (EBH, XBH) jest zaliczany w przypadku osiągnięcia przez biegacza przynajmniej drugiej bazy. W statystykach liczba wszystkich XBH jest sumą zaliczonych double'ów, triple'ów i zdobytych home runów.